# Wakan rōeishū
Wakan rōeishū (和漢朗詠集?  Antología de poemas japoneses y chinos para cantar) es una compilación de poemas chinos (en japonés kanshi, 漢詩) y poemas japoneses waka de 31 sílabas (en japonés tanka, 短歌) para cantar con acompañamiento de melodías fijas (que hoy día se han perdido).

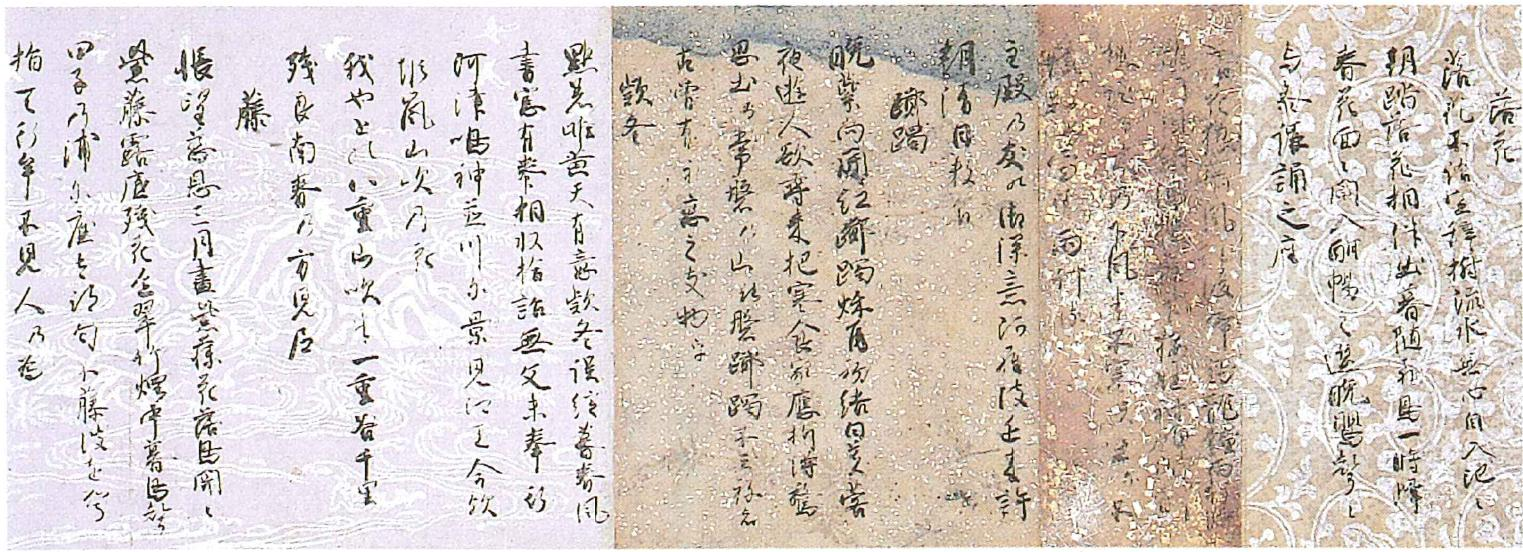
Poemas del Wakan rōeishū, de Fujiwara no Kintō

La antología fue reunida por Fujiwara no Kintō ca. 1013. Contiene 588 poemas chinos escritos por 30 poetas, entre ellos Bai Juyi (Po Chü-i; 772－846), Yuan Shen (Yüan Shen; 779－831) y Xu Hun (Hsü Hun; fl ca 850), junto con 50 poetas japoneses que escribían en verso chino, como Sugawara no Michizane, Minamoto no Shitagau (911－983), Ōe no Asatsuna (886－957), Ki no Haseo (845－912), etc. Los 216 poemas waka fueron creador por ochenta poetas célebres tales como Kakinomoto no Hitomaro, Ki no Tsurayuki y Ōshikōchi Mitsune, entre otros.
Wakan rōeishū se divide en dos libros: el primero trata sobre poemas estacionales y el segundo sobre miscelánea. Los poemas se encuentran asimismo subclasificados por temas comunes (dai, 題), y en una misma categoría se alternan los kanshi con los waka.